# Éider Arévalo
Éider Arévalo, född 9 mars 1993, är en colombiansk friidrottare som blev världsmästare i 20 kilometer gång vid världsmästerskapen i friidrott 2017.
Arévalo deltog vid olympiska sommarspelen 2012 och 2016.

### Fotnoter
1. ↑  ”Athlete profile Eider Arevalo”. iaaf.org. IAAF. https://www.iaaf.org/athletes/colombia/eider-arevalo-249290. Läst 13 augusti 2017.
2. ↑  "IAAF WORLD CHAMPIONSHIPS LONDON 2017 - 20 KILOMETRES RACE WALK MEN". Läst 13 augusti 2017. (engelska)
3. ↑  Olympic.org - Eider Arevalo